# Jaroslav Beneš (fotograf)
Jaroslav Beneš (* 27. února 1946 Plzeň) je současný český fotograf a spoluzakladatel skupiny Český dřevák a Pražského domu fotografie.

## Život
Narodil se v Plzni. Vystudoval Střední zemědělsko technickou školu v Plasích. Krátce pracoval jako zootechnik ve Stříbře. V roce 1968 začal pracovat jako kulisák v plzeňském divadle Alfa. Jako student střední školy bydlel Jaroslav Beneš na internátu v klášteře v Plasích. Když se na konci 60. let rozhodl, že místo zootechniky pošle energii do fotografování, padla volba právě na architekturu.
Od roku 1969 začal fotografovat. Stal se divadelním fotografem. V roce 1977 se přestěhoval do Prahy, kde pracoval jako noční vrátný v Uměleckoprůmyslovém muzeu a přes den fotografoval. Později se stal archivářem a fotografem Pražských vodáren.
V roce 1989 byl spoluzakladatelem Aktivu volné fotografie, v roce 1991 byl členem sdružení fotografů (Pavel Baňka, Jaroslav Beneš, Jan Ságl, Jaroslav Bárta, Josef Moucha a Ivan Pinkava) kteří založili Pražský dům fotografie (Prague House of Photography, PHP).
V roce 2000 spoluzakládal skupinu Český dřevák, která sdružovala fotografy, používající dřevěné velkoformátové kamery. Skupina po odchodu Jana Reicha a smrti Bohumíra Prokůpka ukončila v roce 2008 svou činnost.

## Dílo

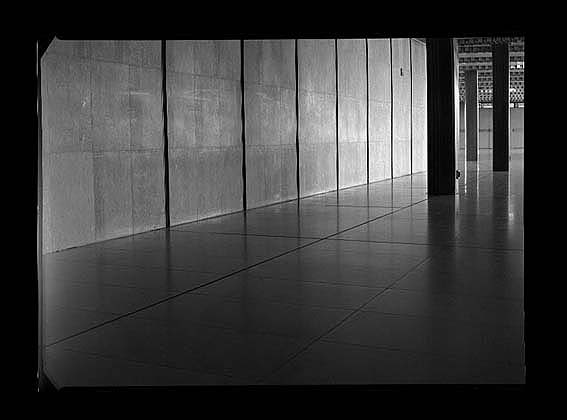
Bez názvu, 1984

Fotografuje velkoformátovými kamerami detaily současné městské architektury. V poslední době se zabývá též digitální fotografií.
Všechny jeho snímky jsou bez názvu. Při přípravě výstavy v Divadle v Nerudovce v roce 1980 bylo třeba předložit seznam fotografií pro tehdejší schvalovací proceduru. Pro tento účel byly tedy fotografie „pojmenovány“.
Autorem skutečně pojmenované je pouze několik cyklů fotografií:
- Serie W – cyklus fotografií, který vznikl při akci na hradě Wojnowice, kde spolupracovalo deset sochařů a deset fotografů. Zde Jaroslav Beneš vytvořil fotografie díla polského sochaře a výtvarníka Jana Berdyszaka, který působí na Umělecké universitě v Poznani (Uniwersytet Artystyczny w Poznaniu).
- Série L.D. – fotografie z pařížské čtvrti La Défense, pořízené v roce 1991 a během stipendijních pobytů v Paříži v letech 1994 a 1995. V letech 2017-2019 se k tématu vrátil, tentokrát s technikou barevné digitální fotografie. Výběr z obou období byl vystaven například v roce 2022 na výstavě v Kabinetu fotografie Kladenského zámku.[2][3]
- Série K - fotografie průmyslových oblastí v okolí Katowic.
- Série R - fotografie interiéru i exteriéru vily architekta Otto Rothmayera.
- 10 metrů od postele - cyklus, která vznikl během 26. ročníku Mikulovského výtvarného sympozia “dílna“ v roce 2019, kurátor: Jiří Kačer[4]
- Znaky města

### Stipendia
V letech 1994 a 1995 obdržel stipendium francouzského ministerstva zahraničí, Paříž, Sorbonna.

### Zastoupení ve sbírkách
- Moravská galerie v Brně
- Doi Photo Plaza Gallery, Tokio, Japonsko
- Sbírka firmy Polaroid Corporation, Německo
- Uměleckoprůmyslové muzeum v Praze
- Muzeum narodowe, Wroclav, Polsko
- Evropský dům fotografie (Maison européenne de la photographie), Paříž, Francie
- Muzeum moderního umění, Olomouc
- Francouzská národní knihovna (Bibliothèque nationale de France), Paříž, Francie
- Národní muzeum fotografie Jindřichův Hradec
- Galerie hlavního města Prahy
- San Francisco Museum of Modern Art, San Francisco, USA

## Galerie

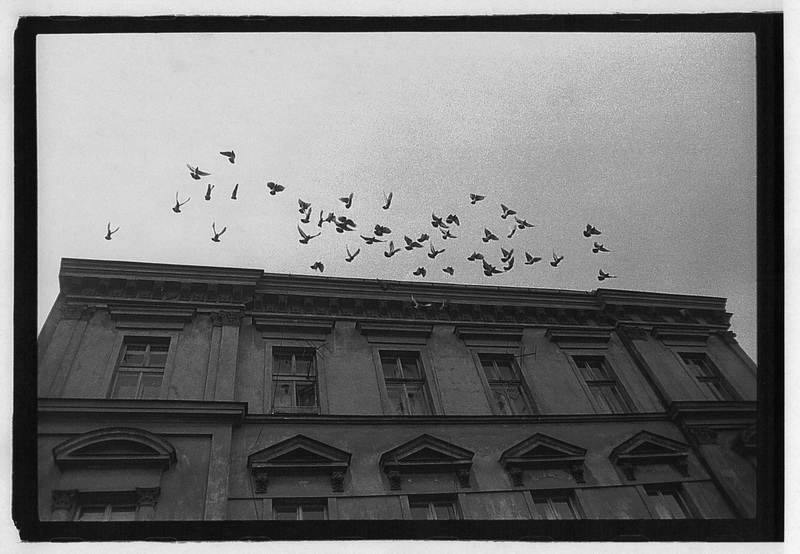
Bez názvu, 1976, kinofilm
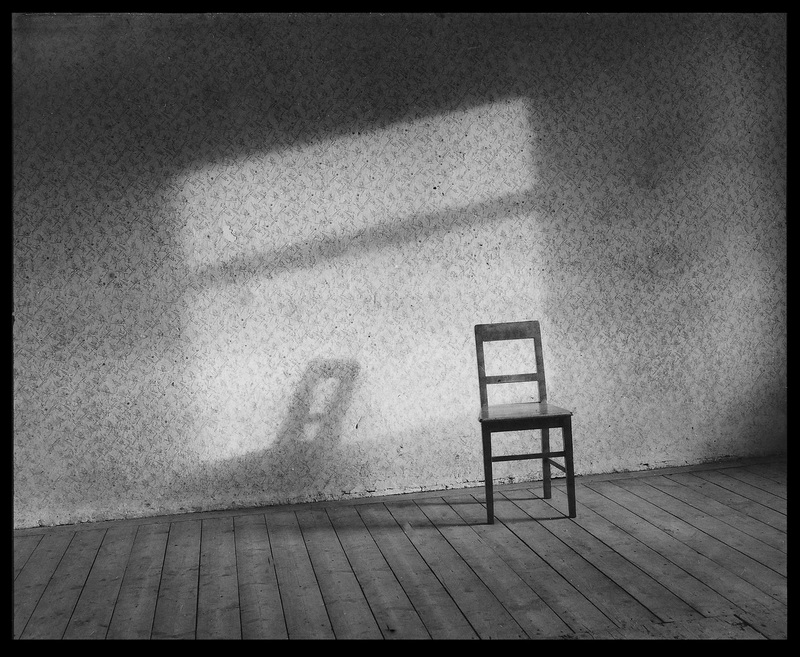
Bez názvu, 1978, 6x7cm

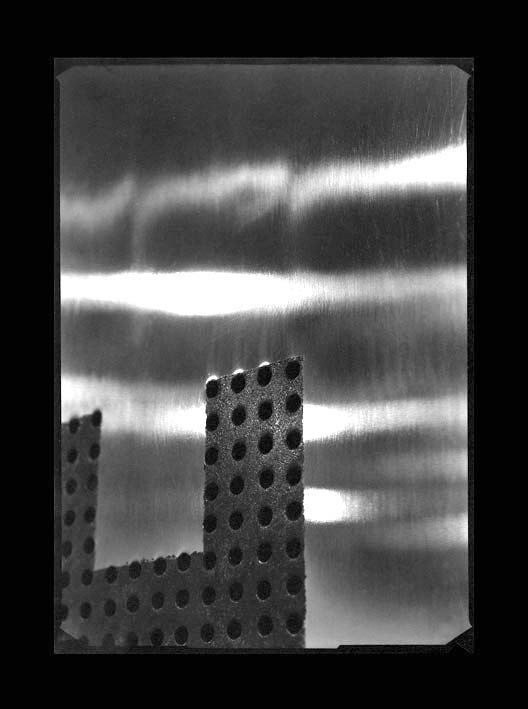
Bez názvu, 1981, 13x18 cm
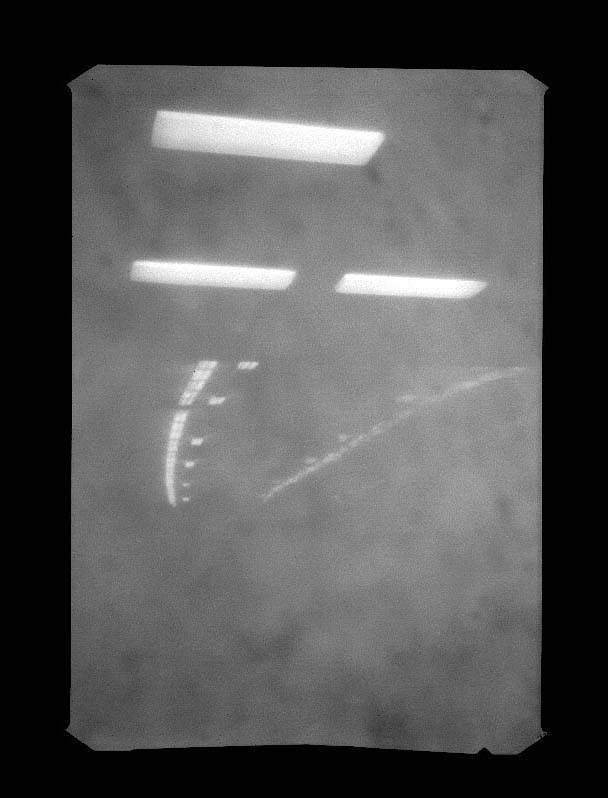
Bez názvu, 1982, 13x18 cm
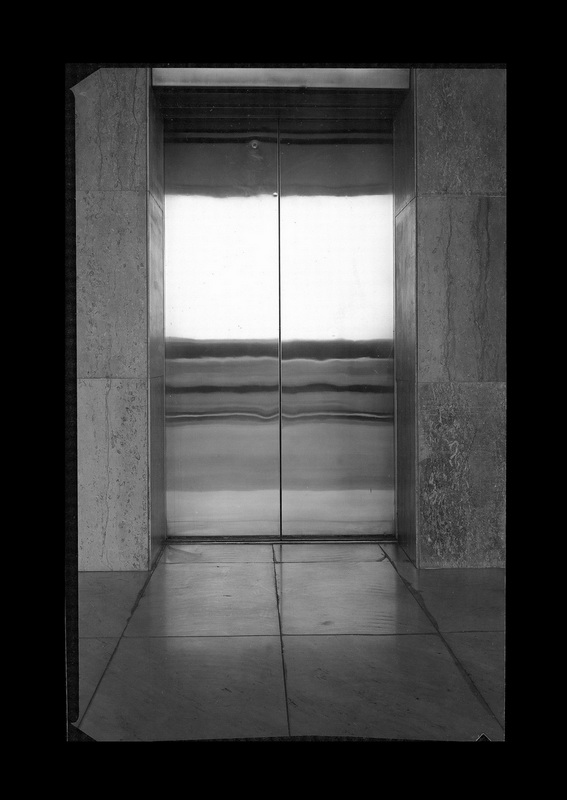
Bez názvu, 1984, 13x18 cm
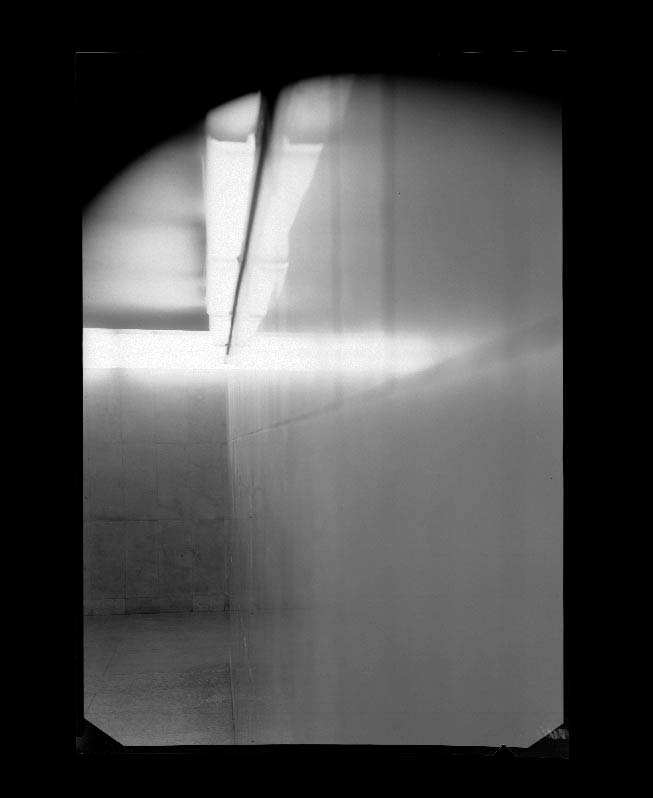
Bez názvu, 1988, 13x18 cm
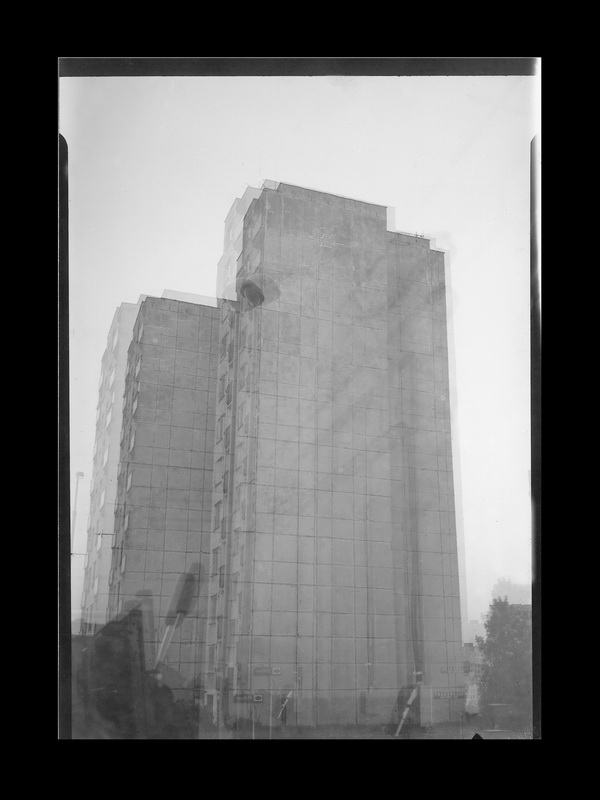
Bez názvu, 1999, 13x18 cm
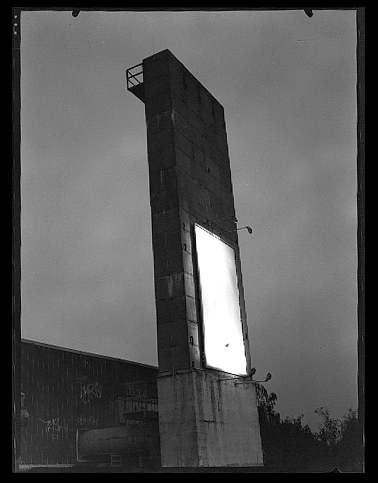
Bez názvu, 2005, 18x24 cm
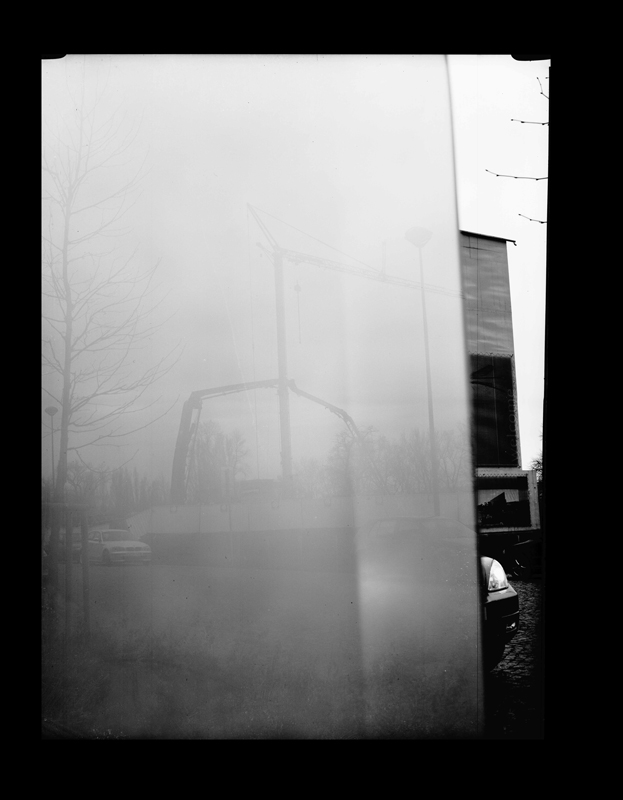
Bez názvu, 2006, 18x24 cm
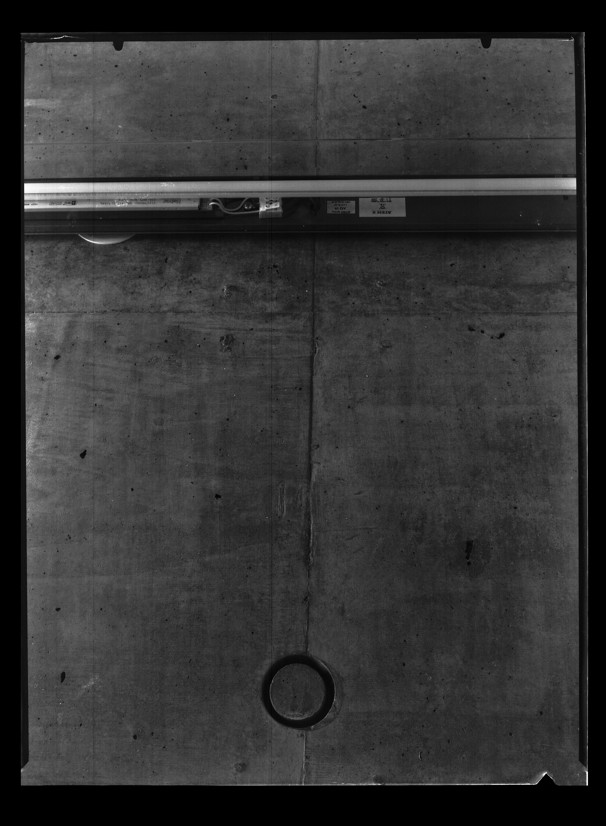
Bez názvu, 2010, 18x24 cm

2017-2018
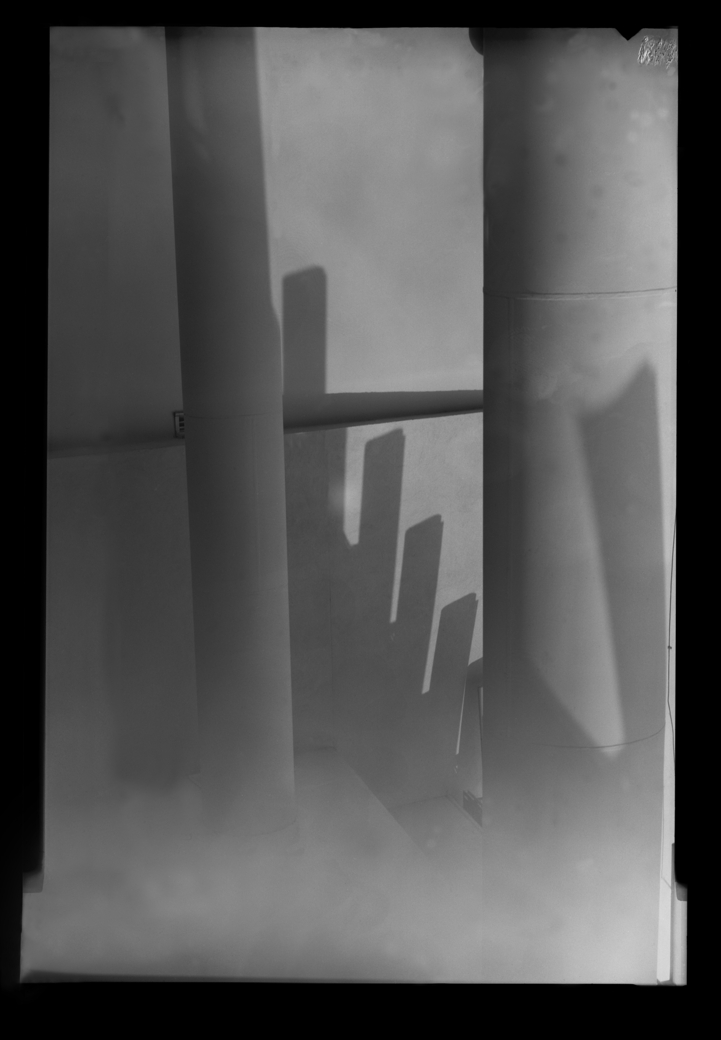
Bez názvu 2017
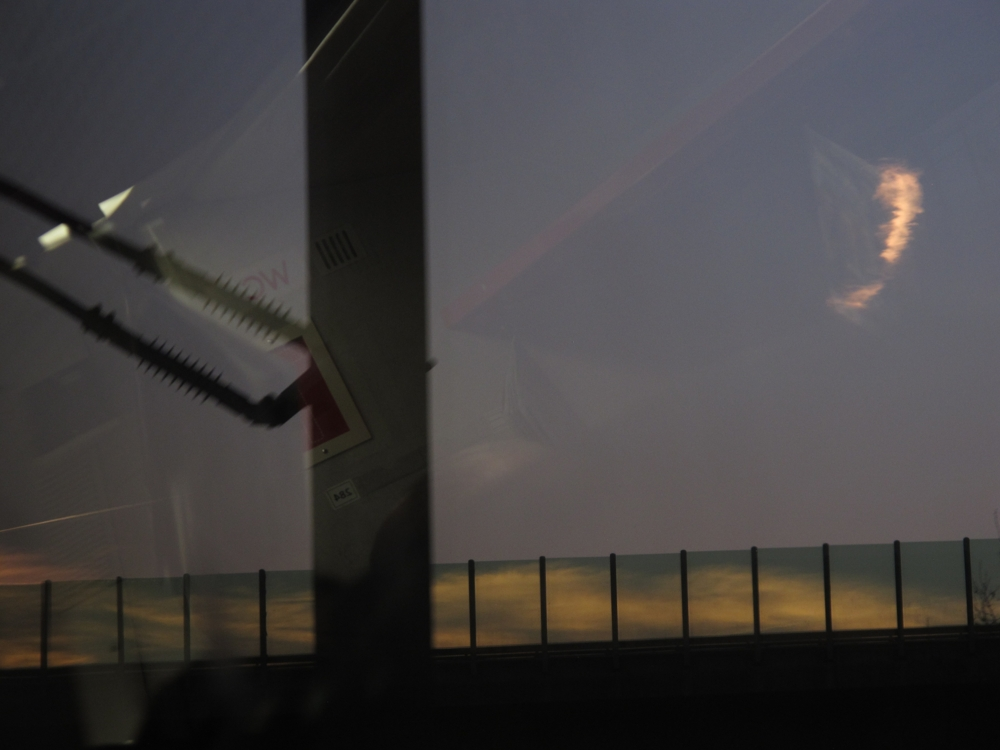
Bez názvu 2017
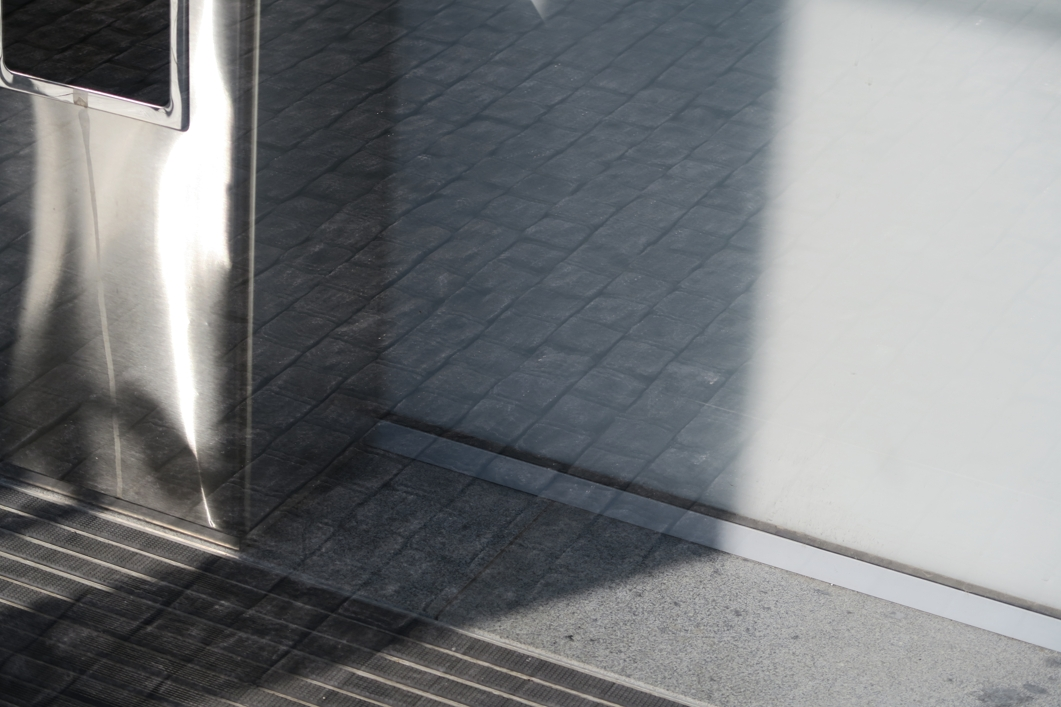
Bez názvu 2018
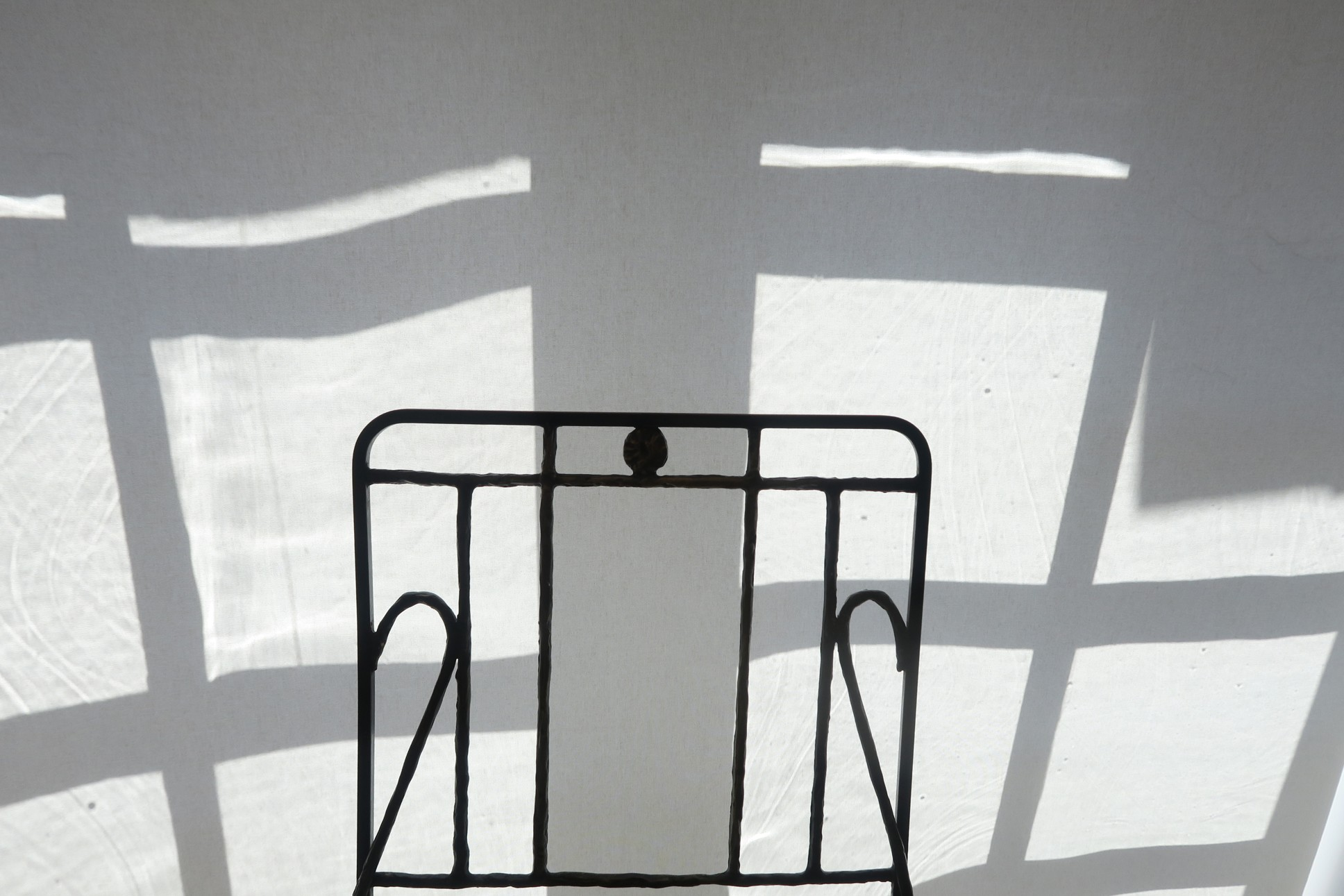
Musée Picasso-Paris, 2019

Z cyklu L.D.
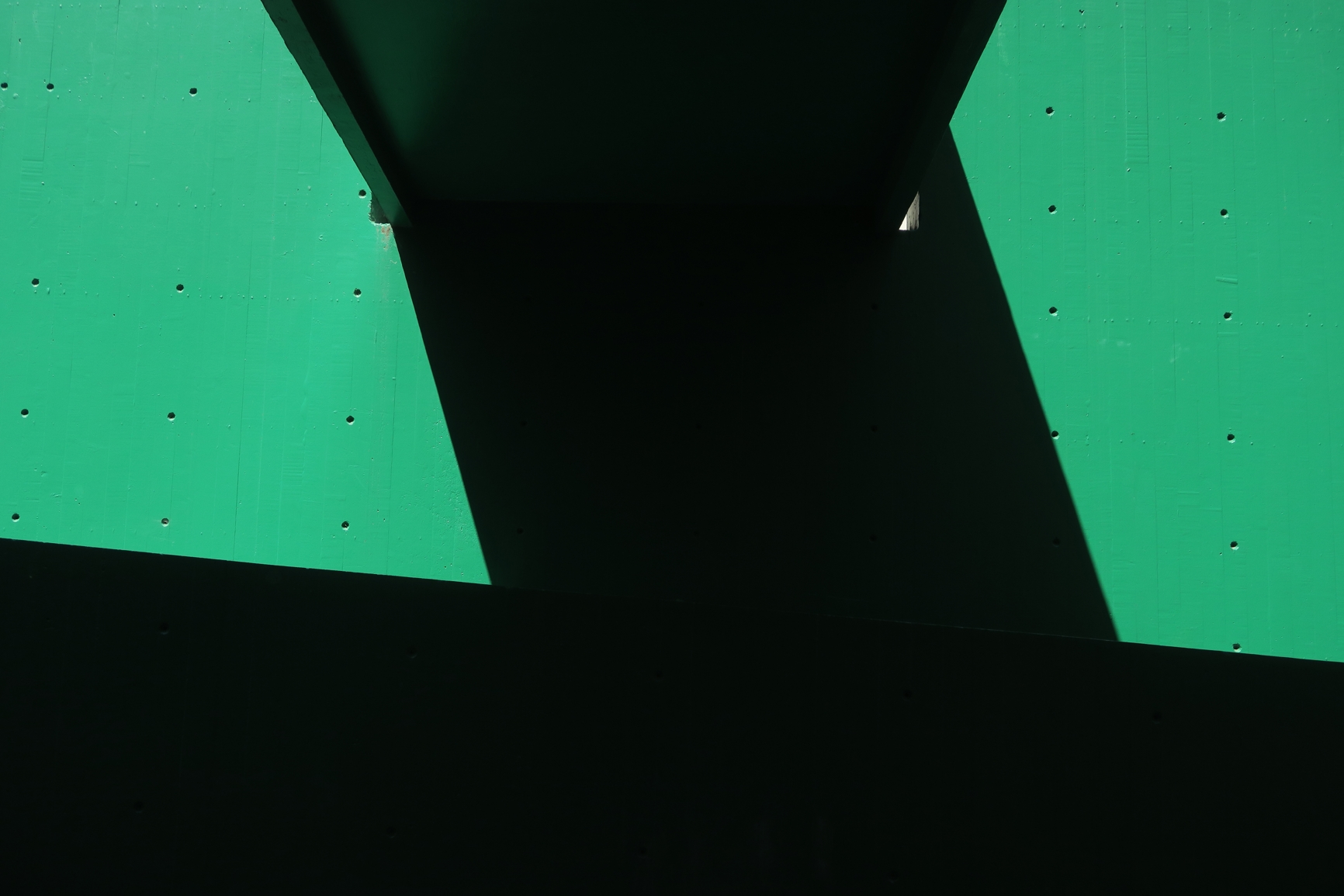
Z cyklu L. D., 2018
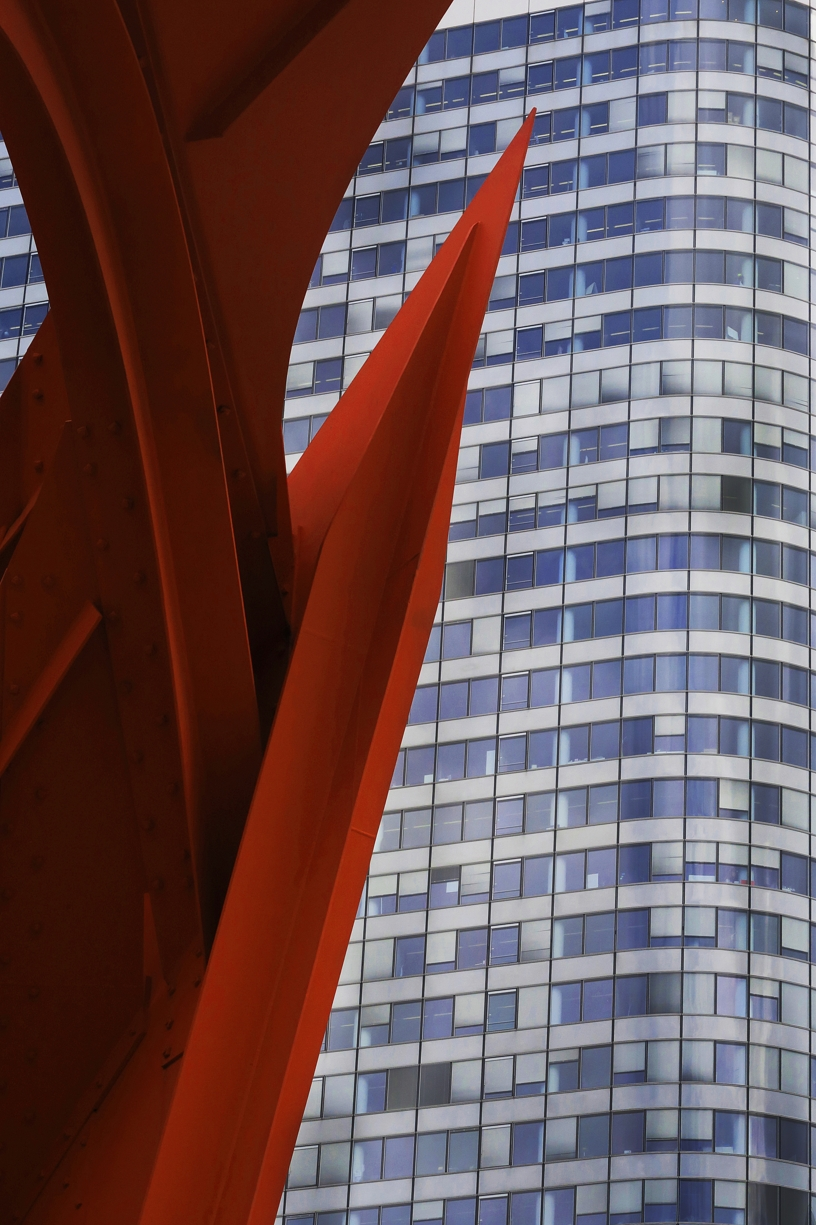
Z cyklu L. D., 2019
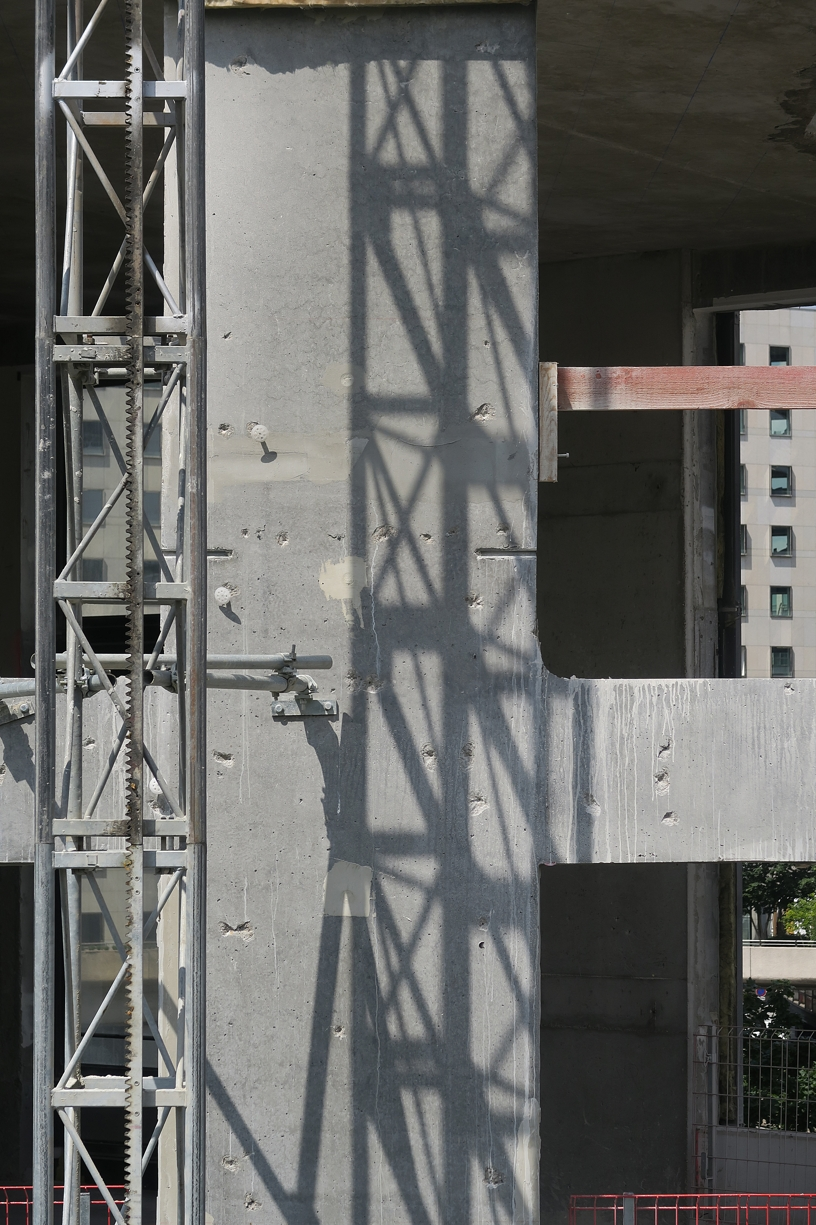
Z cyklu L. D., 2019
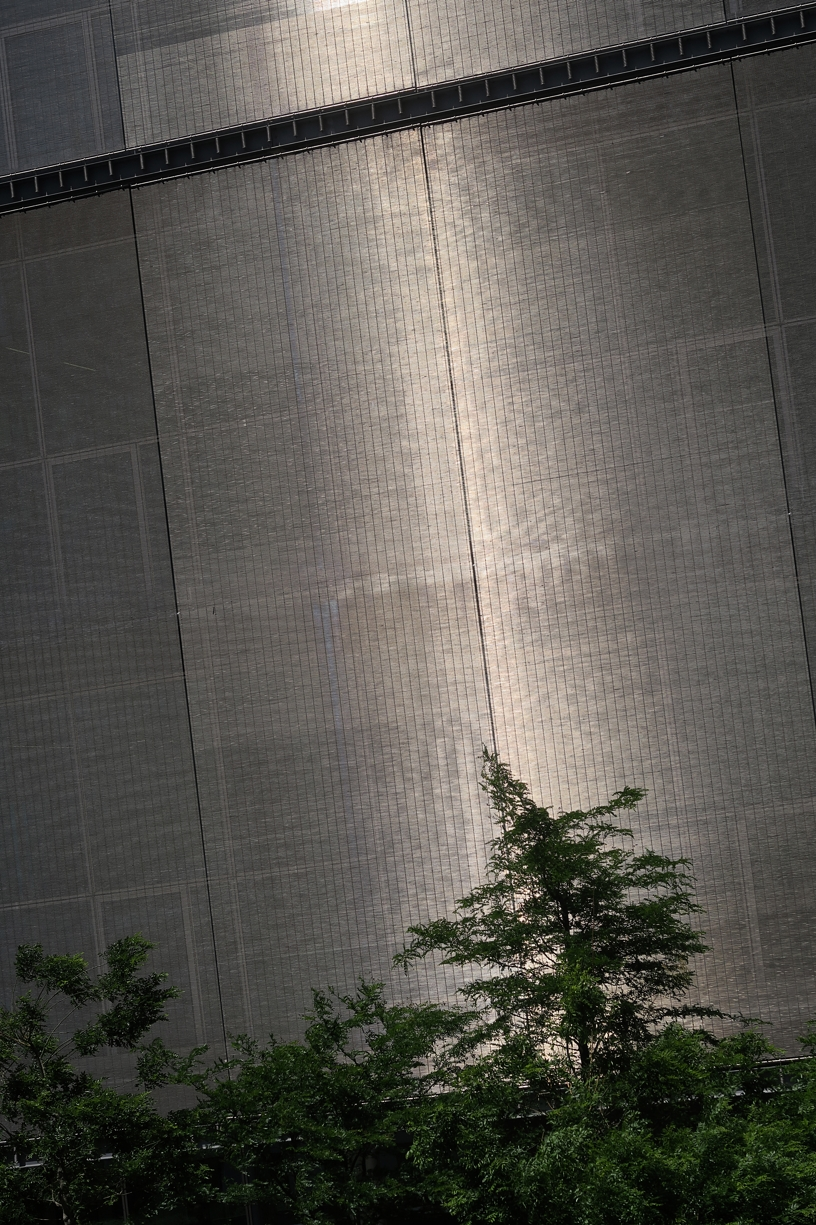
Z cyklu L. D., 2019

Ze Série CV 19 (2020)
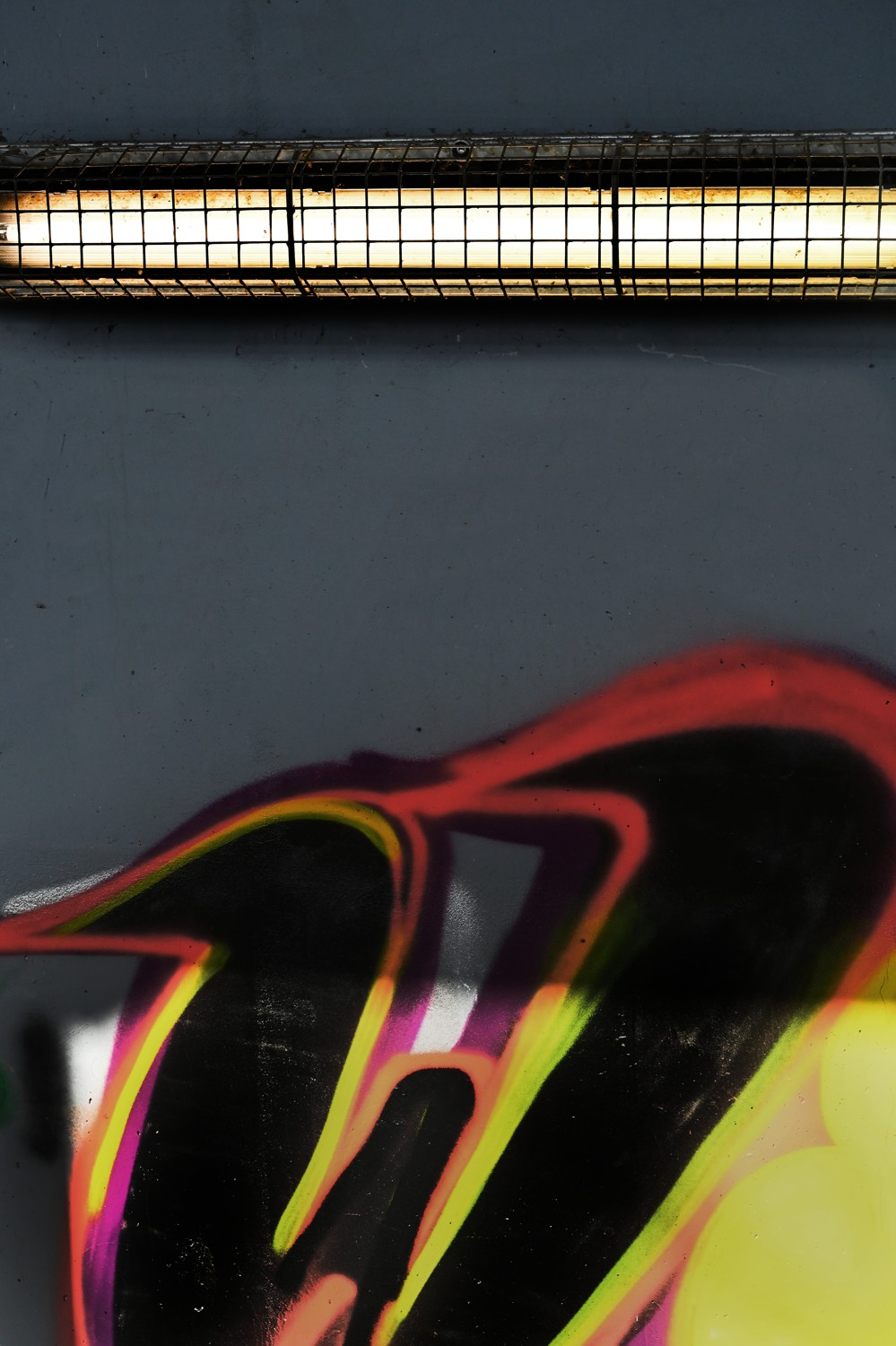
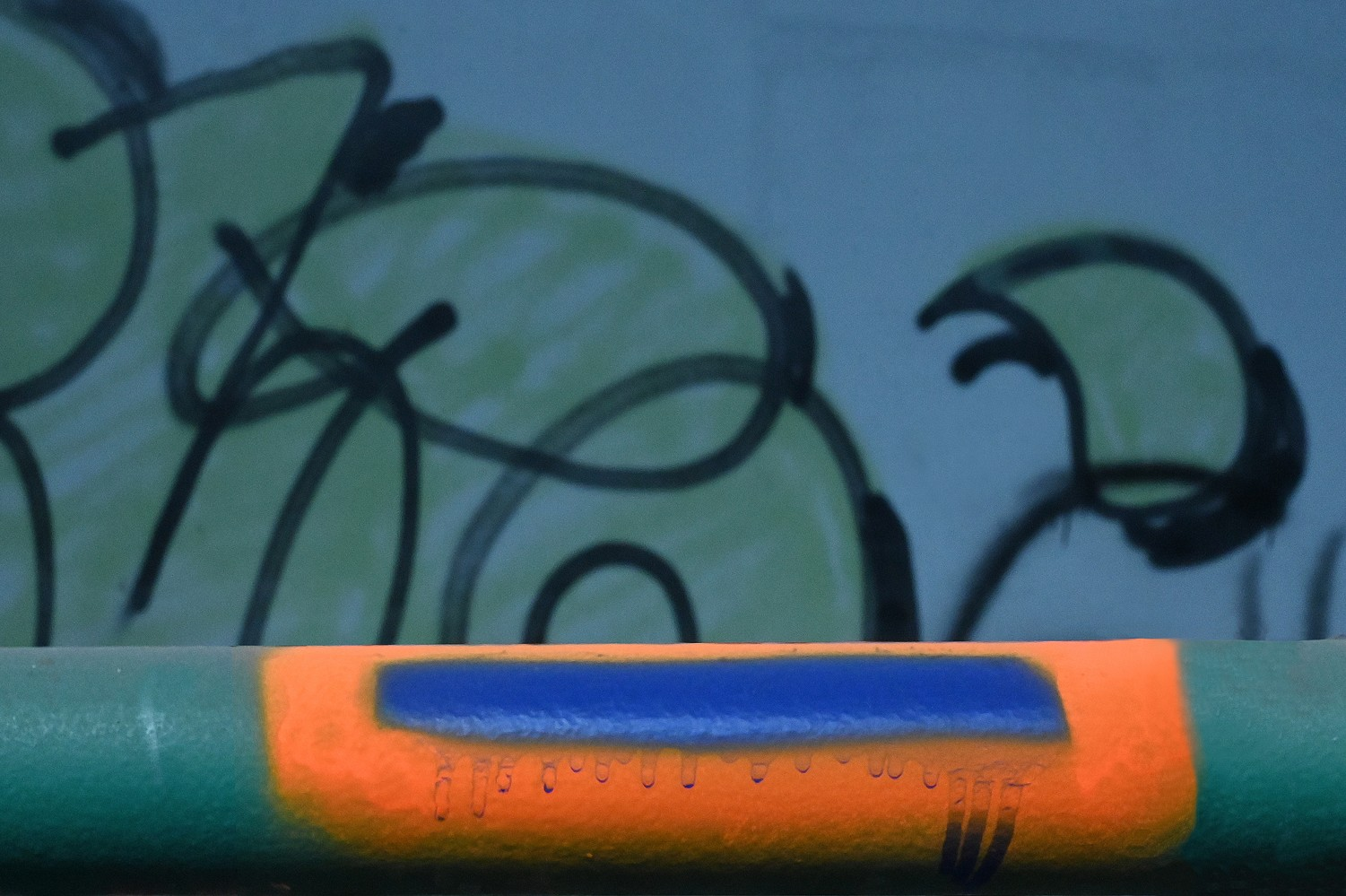
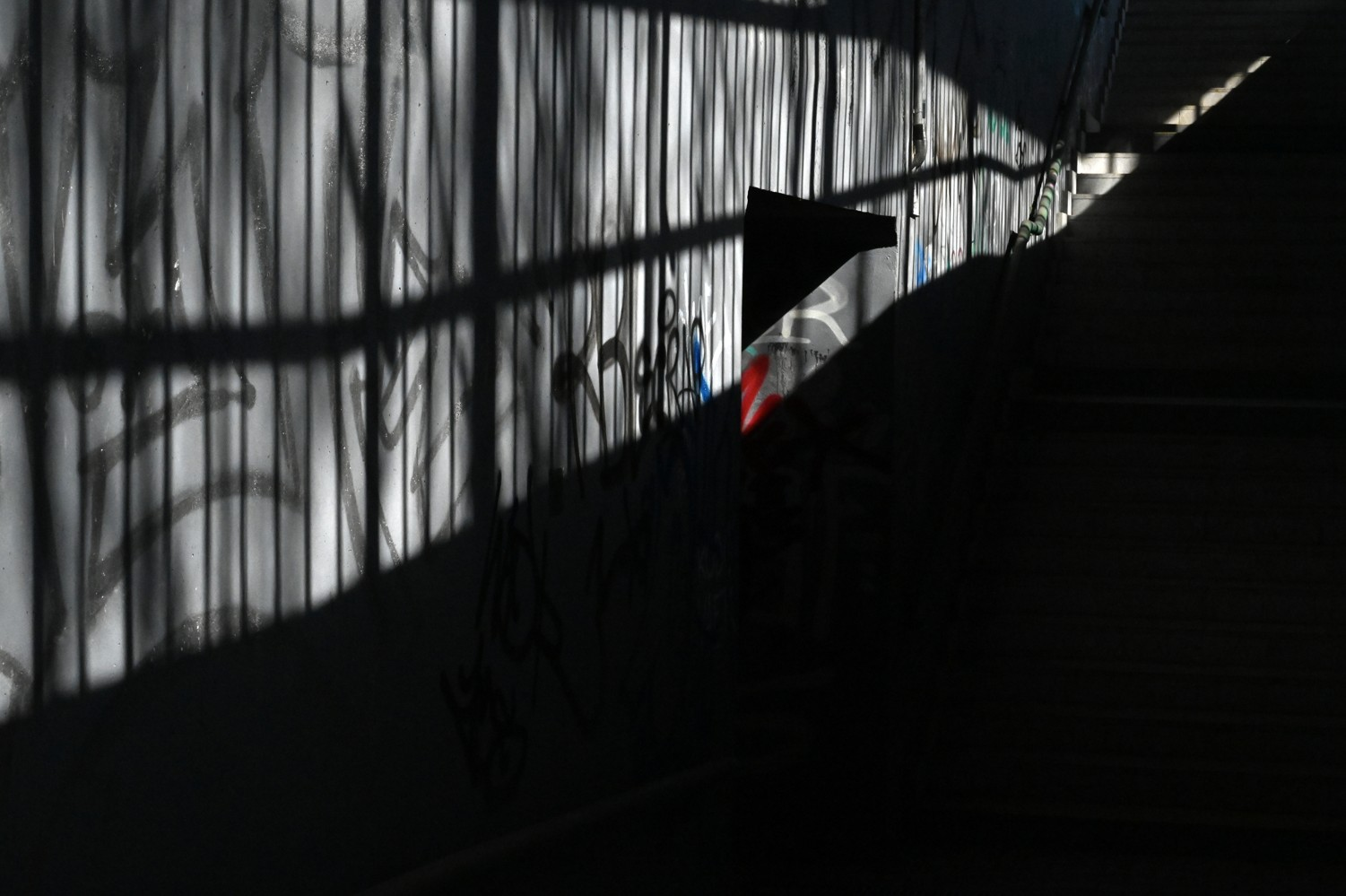
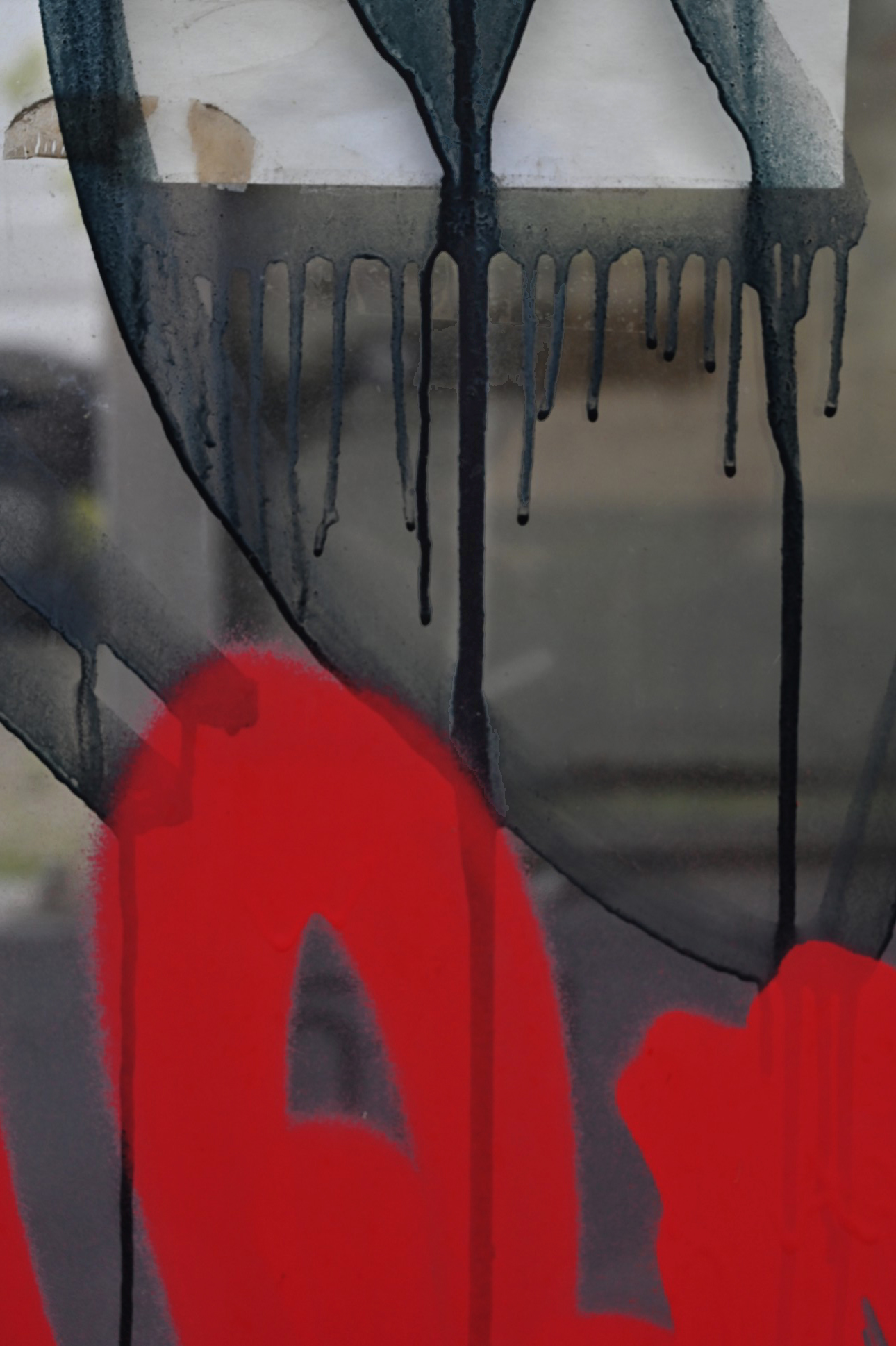

Ze Série Zawoja (2021)
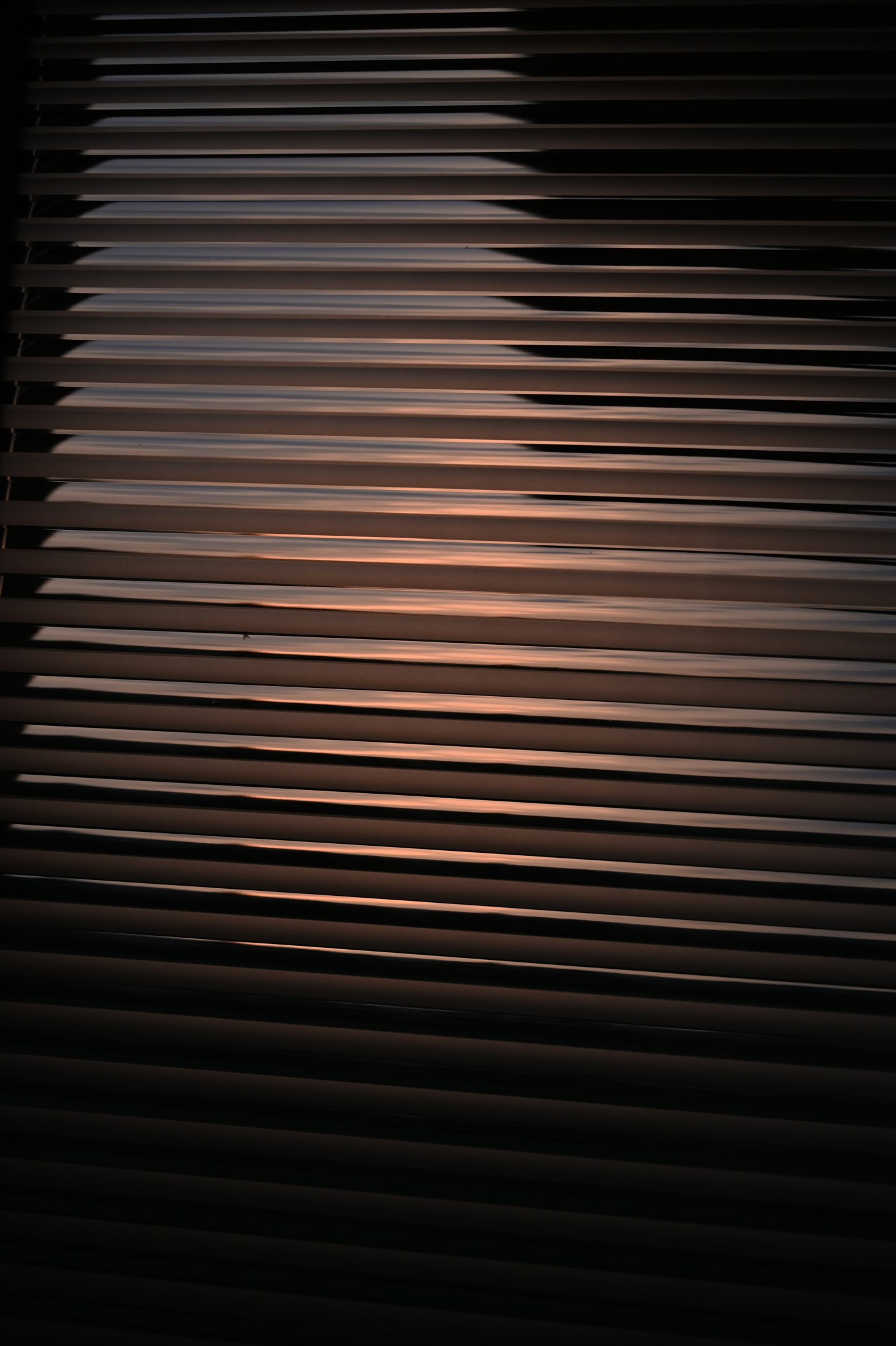
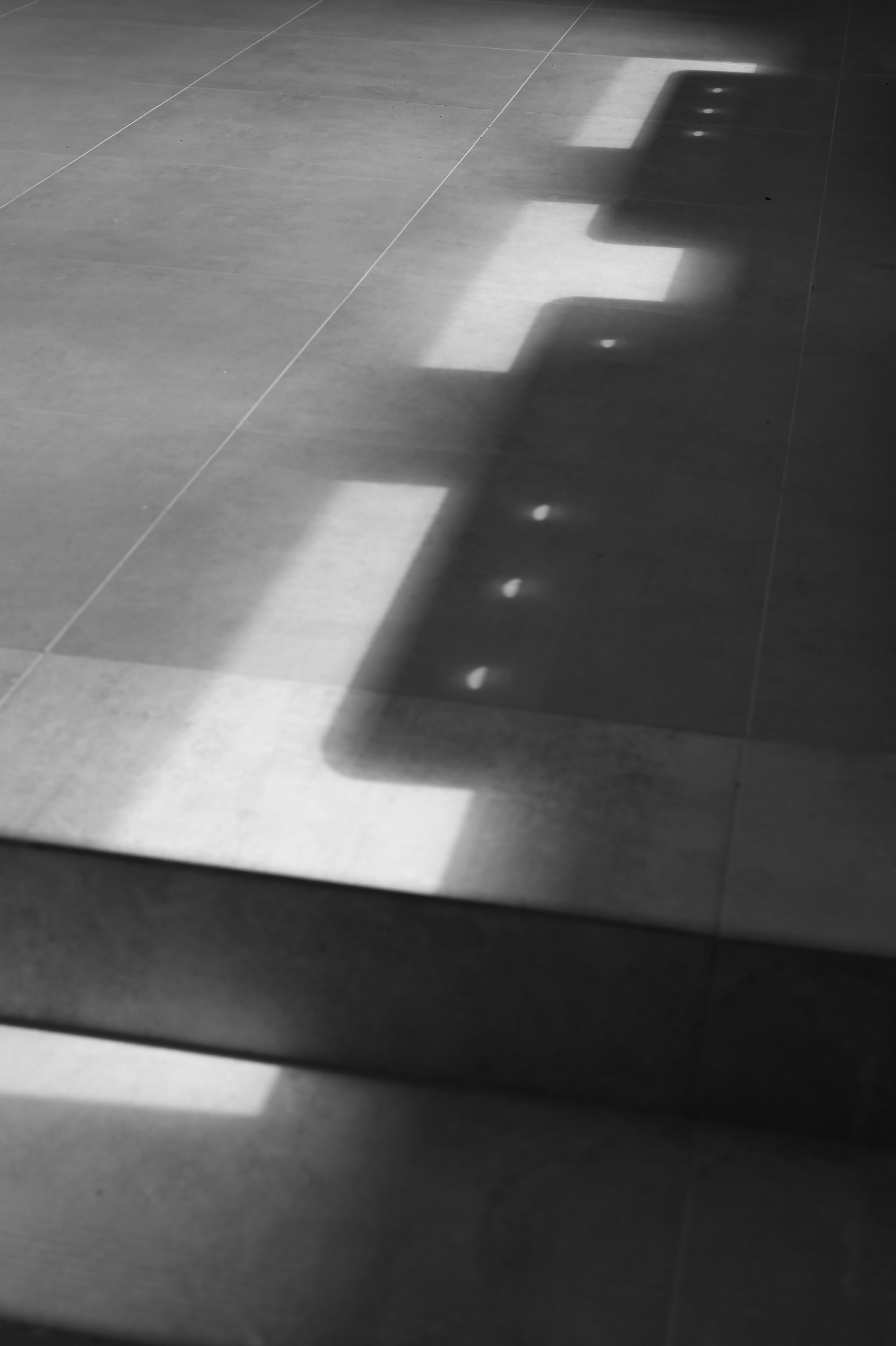
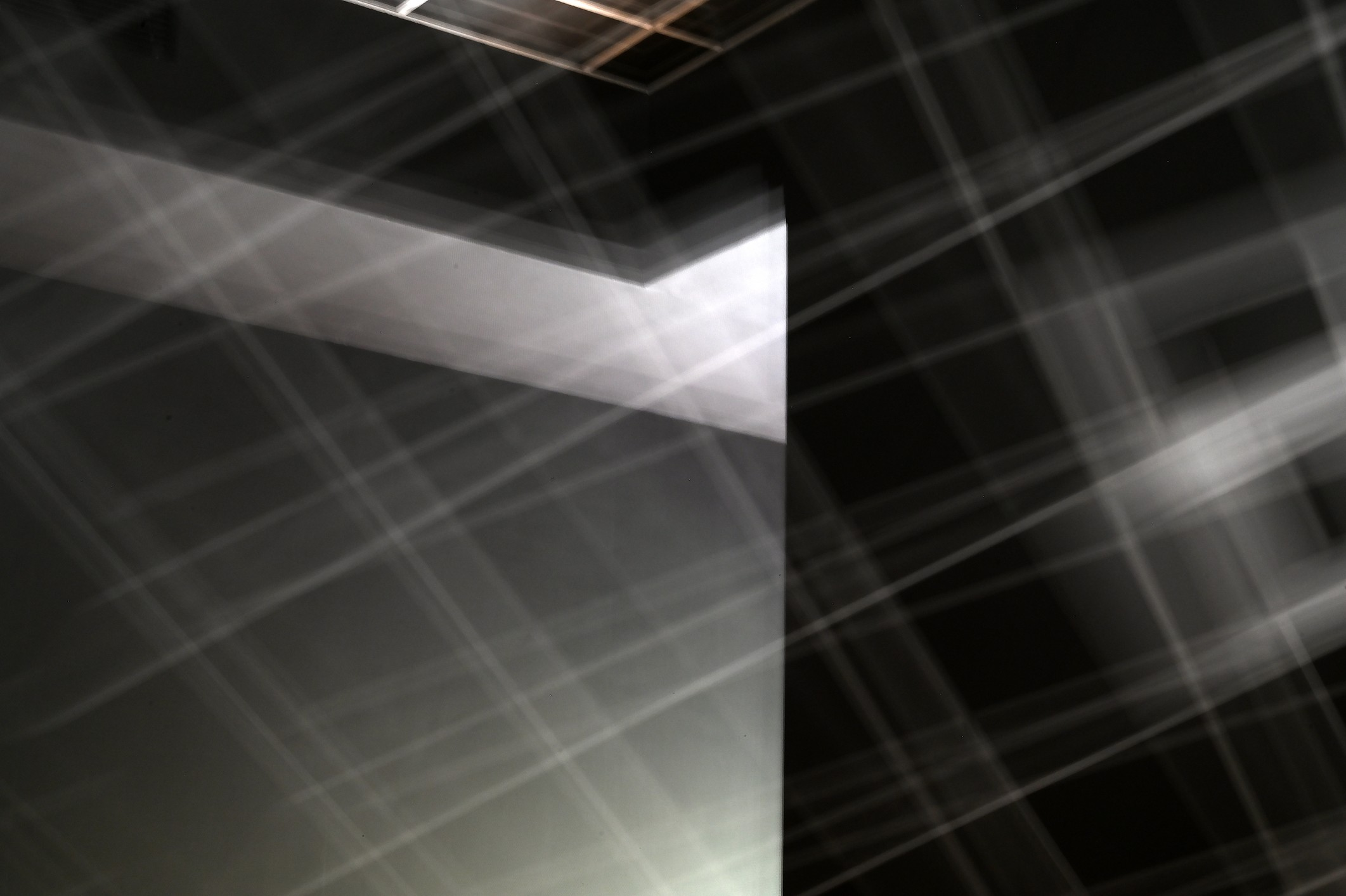
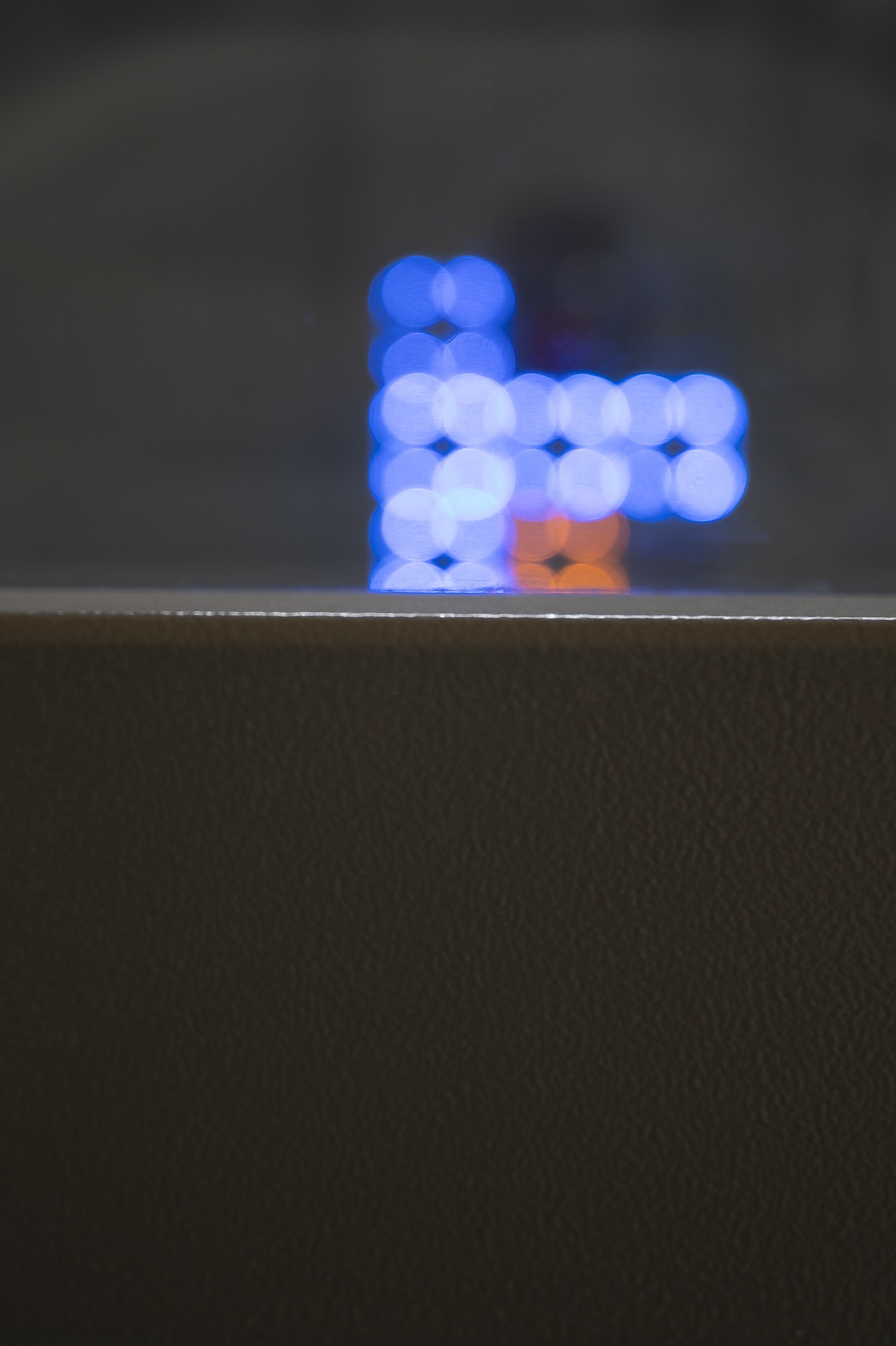

## Výstavy (výběr)
- 1980 Divadlo v Nerudovce, Praha

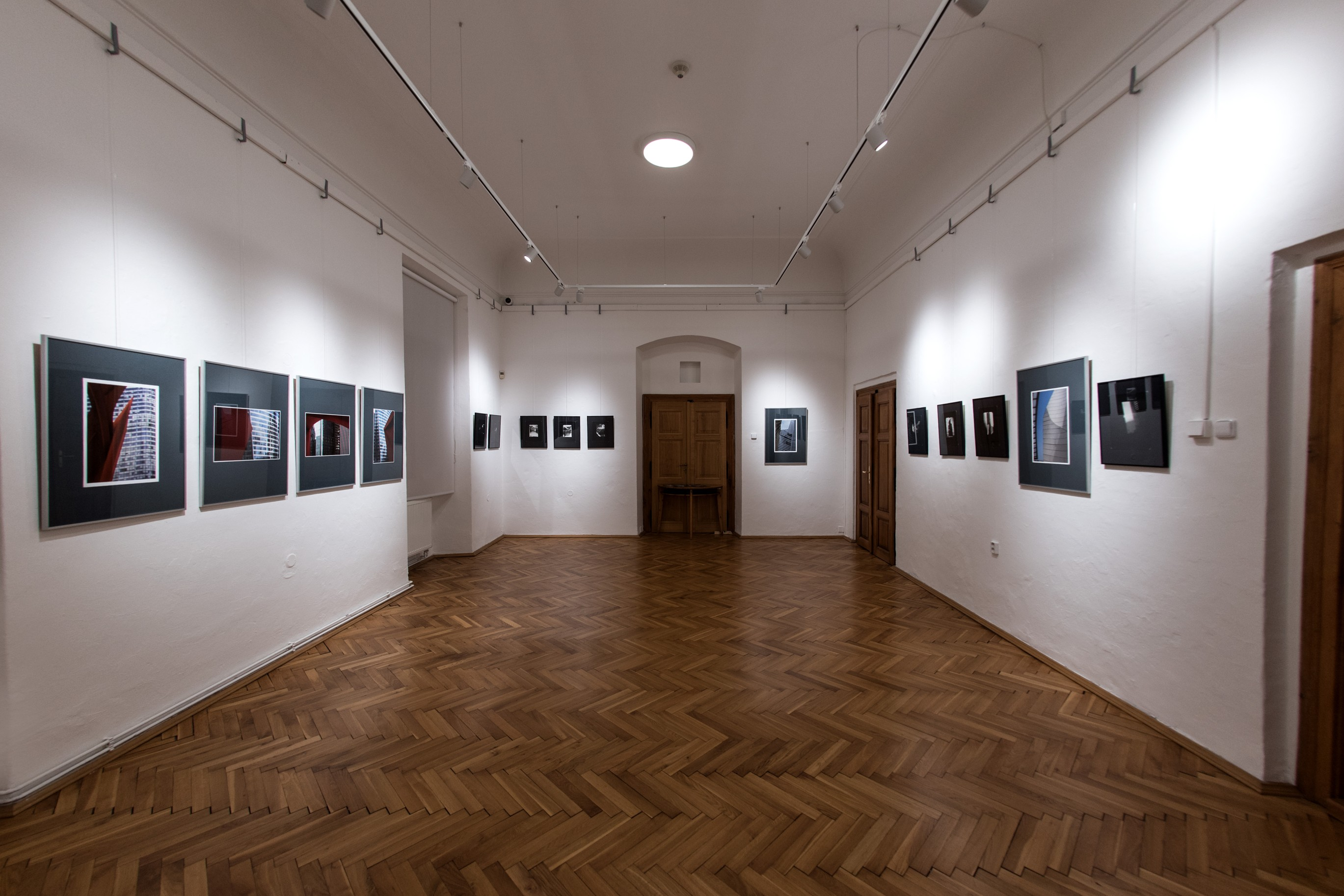
Instalace výstavy Jaroslava Beneše v Kabinetu fotografie Galerie kladenského zámku, březen 2022

- 1980 – 1984 Výstavy na dvoře (s Helenou Horálkovou, Jaroslavem Horálkem a Janou Skalickou), Krokova 3, Praha
- 1984 Jaroslav Beneš – Prostor a světlo, Galerie Fotochema, Praha, text Jan Kříž (dostupný online)
- 1986 Styki i powiększenia, Galerie Foto Medium Art, Wroclaw, Polsko
- 1990 Galerie Fabrik Foto Forum, Hamburk, Německo
- 1990 Galerie Oszrodku kultury (s Janou Skalickou), Kladsko, Polsko
- 1990 Galerie Pons, Paříž, Francie
- 1991 Kunstraum KIF, Aarau, Švýcarsko
- 1993 Galerie "PUSTA", Katovice, Polsko
- 1994 Galerie G4 (s Miroslavem Machotkou), Cheb
- 1994 Pražský dům fotografie, Praha
- 1998 České centrum, Bratislava, Slovenská republika
- 1999 La Defense 1, (s Pavlem Míkou a Janem Sekalem), Francouzské dny, Plzeň
- 2002 Malá retrospektiva, Galerie PF, Poznaň, Polsko
- 2003 Paříž, Galerie Korytarz (s Janem Reichem), Jelenia Góra, Polsko
- 2006 Jaroslav Beneš: Retrospektiva, Galerie města Plzně, Plzeň
- 2006 Jaroslav Beneš: fotografie, Galeria "Pusta", Katovice, Polsko
- 2011 Tichá rezistence – fotografie z osmdesátých let, společně s Iren Stehli a Jiřím Poláčkem, Praha, galerieNoD, kurátor: Petr Vaňous, výstava v rámci festivalu FOTOGRAF[5]
- 2011 Rothmayerka (Karel Kuklík, Jaroslav Beneš, Richard Homola, Tomáš Rasl, Tomáš Balej), Malá galerie České spořitelny, Kladno, 7. prosince 2011 – 3. ledna 2012
- 2012 Jaroslav Beneš / Miroslav Machotka, Hornický skanzen Mayrau, Vinařice, 15. dubna 2012 – 17. června 2012
- 2013 Jaroslav Beneš, fotografie, Fotografická galerie Fiducia, Moravská Ostrava, 10. října – 8. listopadu 2013
- 2014 W Ogrodze Rothmayera (Karel Kuklík, Jaroslav Beneš, Tomáš Rasl, Tomáš Balej a host Wojciech Zawadzki), Galeria KORYTARZ, Jelenia Góra, Polsko, listopad – prosinec 2014 (vernisž: 14. listopad 2014), katalog (12 stran).
- 2016 Série L.D., Galerie Pecka, Vratislavova 24, Praha 2 (24. února – 10. března 2016)
- 2017 Fotografie Jaroslav Beneš a Miroslav Machotka, Rabasova galerie, Rakovník (6. dubna - 18. června 2017)
- 2018 Český dřevák, Rabasova galerie, Rakovník, 8. února - 29. dubna 2018
- 2018 Jaroslav Beneš, fotografie, Malá galerie České spořitelny, Kladno, 8. března - 3. dubna 2018
- 2019 Jaroslav Beneš, fotografie, Stará synagoga v Plzni, Smetanovy sady 5, 6. června - 31. července 2019
- 2021 Grupa 999, volné sdružení fotografů z Polska a České republiky (Jaroslav Beneš, Tomáš Rasl, David Stránský, Petr Zinke, Halina Morcinek, Barbara Górniak, Jakub Byrczek, Krzysztof Szlapa, Janusz Wojcieszak, Kamil Myszkowski, Ryszard Karczmarski, Mázhaus, Pernštýnské náměstí 3, Pardubice[6]
- 2022 Jaroslav Beneš: La Défense Paris, Kabinet fotografie v Galerii Kladenského zámku, 4. března - 29. května 2022, úvodní slovo Pavel Vančát.[2][3]
- 2022 Český dřevák, Ateliér Josefa Sudka, Praha, 8. dubna – 15. května 2022 (Beneš, Helbich, Kuklík, Prokůpek, Rasl, Reich), kurátor: Pavel Vančát[7]
- 2022 Dialogy: Beneš | Zeithamml, 15. září – 13. října 2022, Galerie Pecka, Praha[8]
- 2023 U nás Jaroslav Beneš, Michaela Brachtlová, Jiří Hanke, Miloš Houdek, Gabriela Sauer Kolčavová, Vojtěch Kovářík, Naďa Kováříková, Josef Moucha, Michal Sedlák, Denisa Sedláková. Kurátorka: Jolana Havelková. Galerie Klatovy / Klenová, Purkrabství hradu Klenová. 10. června – 3. září 2023[9]
- 2023 Ex Urbi, 13. června – 15. října 2023, Galerie hlavního města Prahy, Dům fotografie, Praha, kurátorka: Magdalena Juříková[10]
- 2024 Znaky města, 7. září - 18. října 2024, Café Jericho, Opatovická 26, Praha 1

## Monografie
- CHUCHMA, Josef. Jaroslav Beneš : fotografie / photographs. Praha: KANT, 2016. 120 s. ISBN 978-80-7437-190-5. (česky, anglicky)